# Hanowa
Hanowa y Swiss Military - Hanowa son marcas de Hanowa Aktiengesellschaft (AG)/Ltd. Möhlin, Suiza, una empresa que diseña y fabrica relojes, especialmente relojes de pulsera. El nombre de la empresa es un acrónimo de HAns NOll WAtches, una clara referencia al fundador de la empresa. El logotipo de los relojes es un octógono que contiene una bandera de Suiza.

## Historia
La empresa fue fundada en 1963 por Hans Noll y su esposa Elisabeth Wirz, dos años después de asumir la dirección de ventas de una fábrica de relojes en Biena, Suiza. En 1990 se fundó una segunda marca, Swiss Military-Hanowa. Si bien Hanowa se fundó en la localidad de Biel, Swiss Military-Hanowa tiene su sede en Möhlin (también en Suiza). Fortune Concept Ltd., con sede en Hong Kong, se convirtió en la empresa distribuidora de la marca Swiss Military-Hanowa en Asia.
Desde 2015, Hanowa es licenciataria oficial de la Confederación Suiza, lo que le permite comercializar sus productos bajo el nombre "Swiss Military", distinción propiedad del gobierno suizo. Desde 2018, la firma está dirigida por el director ejecutivo Paris C. Brown. La empresa distribuye sus relojes en más de 60 países.